# Родопски глас (1921)
 Тази статия е за списанието от 1921 година.  За това от 1932 година вижте Родопски глас (1932).  
„Родопски глас“ (изписване до 1945 година: Родопски гласъ) е български краеведски вестник или списание, излизало в София в 1921 година.

## История
| Годишнина | Броеве | Дати                             |
| --------- | ------ | -------------------------------- |
| I         | 1 – 15 | 1 януари 1921 – 15 декември 1921 |

Редактори на списанието са Васил Дечов и Христо Караманджуков. Печата се в печатница „Слово“. Основната задача на списанието е „да проследи, изучи и уясни старата, средната и новата история на смолено-рупската област; да изучи по-добре същата област в геоложко, географско, битово и икономическо-стопанско отношение; да се улесни, подобри и осигури просветата и поминъкът на смолено-рупското население с трайни средства; да се изтъкне негодността на сегашната управителна (административна) система и последната да се замени с друга“. Списанието публикува статии, дописки, писма, бележки и известия. В него пишат Атанас Иширков, Васил Златарски, Георги Бончев, Стефан Петков.
В 1922 година вестникът продължава под името „Родопа“.